# Олтеану (Горж)
Олтеану (рум. Olteanu) насеље је у Румунији у округу Горж у општини Глогова. Oпштина се налази на надморској висини од 232 m.

## Становништво
Према подацима из 2002. године у насељу је живело 546 становника, од којих су сви румунске националности.